# کهورستان
کهورستان، شهری در بخش کهورستان شهرستان خمیر در استان هرمزگان ایران است. این شهر، مرکز بخش کهورستان است.

## پیشینه نام
به علت فراوانی درخت کهور (کُور) این ناحیه کهورستان نامیده شده است.
کهورستان منطقه‌ای است زراعتی و به سبب فراوانی آب شیرین در این منطقه باغهای مرکبات و سبزیجات زمستانه و تابستانه فراوان است.

## امکانات
- مدرسه (دبستان، راهنمایی و دبیرستان پسرانه و دخترانه)
- درمانگاه
- آب‌انبار و برکه
- مسجد
- پمپ بنزین
- بانک ملی ایران
- بانک صادرات ایران
- بانک تجارت
- اداره پلیس راهنمایی و رانندگی
- پاسگاه نیروی انتظامی

## پیشه
پیشهٔ مردم این شهر دامداری و کشاورزی است و از این راه امرار معاش می‌کنند.

## جمعیت
بر پایه سرشماری عمومی نفوس و مسکن در سال ۱۳۹۵، جمعیت شهر کهورستان برابر با ۳٬۴۱۸ نفر (۱٬۰۳۶ خانوار) بوده است.